# Echidna delicatula
Echidna delicatula is een straalvinnige vissensoort uit de familie van murenen (Muraenidae). De wetenschappelijke naam van de soort is voor het eerst geldig gepubliceerd in 1856 door Johann Jakob Kaup.